# Ornithogalum lanceolatum
Ornithogalum lanceolatum är en sparrisväxtart som beskrevs av Jacques-Julien Houtou de La Billardière. Ornithogalum lanceolatum ingår i släktet stjärnlökar, och familjen sparrisväxter. Inga underarter finns listade i Catalogue of Life.